# 설화와 비밀의 부채
《설화와 비밀의 부채》(Snow Flower and the Secret Fan)는 작가 리사 시의 소설 Snow Flower and the Secret Fan을 원작으로 한 2011년 역사 드라마 영화이다. 감독은 웨인 왕이 맡았고, 리빙빙, 전지현, 휴 잭맨, 비비안 우, 러셀 웡 등이 출연했다.

## 출연진
- 리빙빙 - 니나/릴리
- 전지현 - 소피아/설화
- 비비안 우 - 앤트
- 휴 잭맨 - 아서
- 아치 카오 - 세바스찬